# Liste d'élections en 1846
Chronologie des élections
- 1842
- 1843
- 1844
- 1845
- 1846
- 1847
- 1848
- 1849
- 1850

Cet article recense les élections organisées durant l'année 1846.

Dans les années 1830, le Royaume-Uni, les États-Unis, la république du Texas, la France, la Norvège, la Belgique, l'Espagne et le Portugal procédaient à des consultations (contraignantes) nationales régulières, toutes au suffrage censitaire masculin.
Les années 1840 ont vu s'y adjoindre le Liberia (en 1840), la Valachie (1843), la Grèce (1844), la Hongrie (1847) et la Suisse (1848.)
En 1846 ont également lieu les élections présidentielles chiliennes et salvadoriennes, au scrutin indirect.

## Élections nationales en 1846
Cette section concerne les élections législatives et présidentielles dans un état souverain, éventuellement fédéral, ainsi que leurs principaux référendums.
| Date                          | État              | Élection ou référendum                    | Contexte | Résultat |
| ----------------------------- | ----------------- | ----------------------------------------- | --- | --- |
| 16 février                    | Salvador          | Présidentielle (en)                       | | Eugenio Aguilar, sans opposition, a été élu à l'unanimité par l'Assemblée législative .                                                      |
| 14 juin - 16 juin             | États pontificaux | Conclave                                  | Le décès du pape Grégoire XVI le 1er juin 1846 entraîne la convocation du conclave papal de 1846. Cinquante des 62 membres du Collège des cardinaux se rassemblèrent donc au palais du Quirinal, une des résidences papales à Rome dans laquelle les deux premiers conclaves du IXe siècle avaient eu lieu. | Giovanni Maria Mastai Ferretti fut élu au 4e tour et prit le nom de règne pontifical de Pie IX.                                              |
| 1er août                      | France            | Législatives                              | Dissolution de la chambre sortante par le roi Louis-Philippe Ier. | Elles permettent de consolider la majorité parlementaire de Jean-de-Dieu Soult.Cette législative est la dernière de la monarchie de Juillet. |
| 18 septembre                  | Chili             | Présidentielle (es)                       | Le président Manuel Bulnes s'est présenté aux élections sans aucune opposition. Scrutin indirect. | Il a été réélu à l'unanimité des présents.                                                                                                   |
| 27 octobre                    | Liberia           | Référendum sur l'indépendence (en)        | | Cette section est vide, insuffisamment détaillée ou incomplète. Votre aide est la bienvenue ! Comment faire ?                                |
| 6 décembre                    | Espagne           | Législatives                              | Élections des Cortes generales, durant la Décennie modérée du règne d'Isabelle II, au suffrage censitaire masculin. | Cette section est vide, insuffisamment détaillée ou incomplète. Votre aide est la bienvenue ! Comment faire ?                                |
| 7 décembre                    | Venezuela         | Présidentielle (es)                       | | Cette section est vide, insuffisamment détaillée ou incomplète. Votre aide est la bienvenue ! Comment faire ?                                |
| 2 août 1846 - 2 novembre 1847 | États-Unis        | Législatives (chambre (en) et sénat (en)) | | Voir l'article Liste d'élections en 1847 |